# Canthidium sladeni
Canthidium sladeni é um gênero de besouros, que foi descrito pela primeira vez por Gilbert John Arrow, em 1903. Canthidium sladeni pertence ao gênero Canthidium e à família Scarabaeidae. É encontrado na América do Sul, mais especificamente, no Brasil.